# 有隣堂

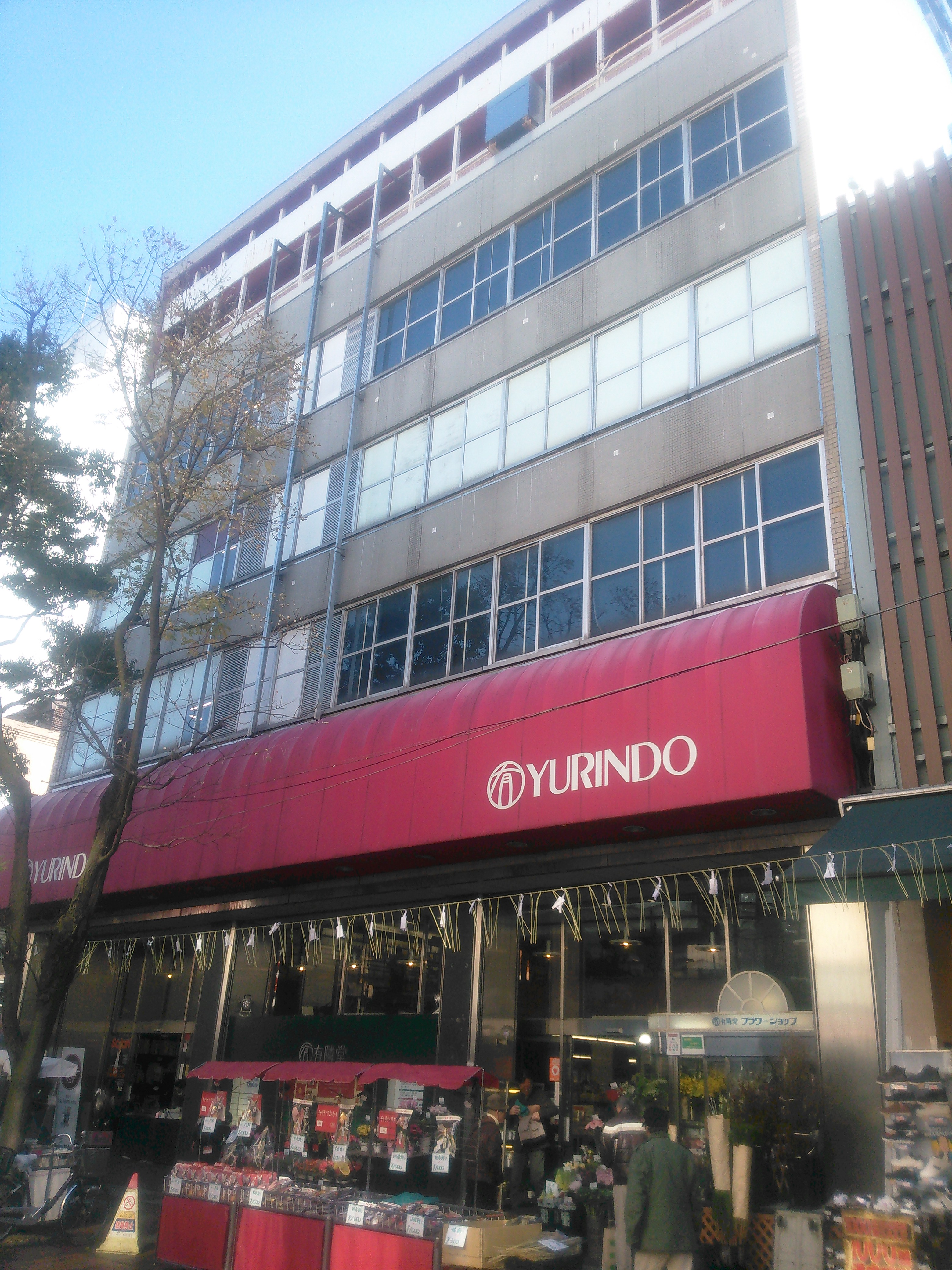
橫濱市的一家有隣堂

株式會社有隣堂（日语：／ Yūrindō */?）是以日本神奈川縣為中心，在包括東京都、千葉縣開設有約40家店鋪的書店企業，創業於1909年。「有隣」取自於《論語》（里仁篇）的「德不孤，必有鄰」。公司創業於1909年。

## 外部連結
- 有隣堂 - 官方網站
- Web版 有鄰 （页面存档备份，存于） 有隣堂 出版部
- (株)有隣堂『有隣堂八十年史』(1989.10) （页面存档备份，存于） 澀澤社史Data Base
- 有隣堂的X（前Twitter）
- YouTube上的有隣堂しか知らない世界頻道